# Streblosa lampongensis
Streblosa lampongensis är en måreväxtart som beskrevs av Cornelis Eliza Bertus Bremekamp. Streblosa lampongensis ingår i släktet Streblosa och familjen måreväxter. Inga underarter finns listade i Catalogue of Life.